# Marcello Mimmi
Pour les articles homonymes, voir Mimmi.
Marcello Mimmi, né le 18 juillet 1882 à San Pietro in Casale, dans la province de Bologne, en Émilie-Romagne et mort le 6 mars 1961 à Rome, était un prélat italien de l'Église catholique romaine qui fut le secrétaire de la Congrégation sacrée du Consistoire romain. 

## Biographie
Ordonné prêtre le 23 décembre 1905, Marcello Mimmi enseigna au séminaire diocésain de Bologne et fut chapelain lors de la Première Guerre mondiale. Nommé plus tard recteur d'un séminaire pontifical régional, il est consacré évêque de Crema en 1930, et en 1933 nommé archevêque de Bari. Transféré à l'archevêché de Naples en 1952, il est créé cardinal en 1953. Il s'était établi à Rome en 1957.

## Succession apostolique
Marcello Mimmi a ordonné les évêques suivants :
- Évêque Gregorio Falconieri (1935)
- Archevêque Giacomo Palombella (it) (1946)
- Évêque Luigi Rinaldi (1956)
- Évêque Vittorio Longo (de) (1956)
- Évêque Antonio Pirotto (1958)
- Évêque Paolo Savino (de) (1959)
- Évêque Jolando Nuzzi (it) (1959)
- Évêque Ferdinando Baldelli (it) (1959)
- Évêque Renato Luisi (1960)
- Archevêque Raffaele Pellecchia (de) (1960)
- Évêque Alberto Scola (1960)